# Lipňany (Tršice)
Lipňany jsou malá vesnice, část obce Tršice v okrese Olomouc.
Lipňany je také název katastrálního území o rozloze 2,82 km2.
Obec má 118 obyvatel.

## Historie
První písemná zmínka o obci pochází z roku 1281.

## Poloha
Nachází se asi 3 km na jihozápad od Tršic. V roce 2009 zde bylo evidováno 46 adres. V roce 2001 zde trvale žilo 121 obyvatel.
Historické názvy polních tratí: Malá za hájem, Za hájem široká, U chebza, U hrušek. Pod Boží mukou, U bláta, V studinkách, Studnice, Nad zhánělky, Za branou, Od Přestavlk, Dílečky, Nivy, Hrubé díly, Čtvrtky, Za kopcem široký, Nad loukou, Czahouz, Za Svatým Jánem, Za dolní loučkou.

## Pamětihodnosti
- Kaple svatého Floriána z roku 1781

## Osobnosti
Narodili se zde:
- Jan Lepař (1827–1902), pedagog, autor učebnic a odborných textů
- František Lepař (1831–1902), klasický filolog
- Bohumír Cigánek (1874–1957), duchovní a biskup Církve československé husitské